# NGC 2403
NGC 2403 is een balkspiraalstelsel in het sterrenbeeld Giraffe. Het hemelobject ligt 12 miljoen lichtjaar van de Aarde verwijderd en werd op 1 november 1788 ontdekt door de Duits-Britse astronoom William Herschel. De noordelijke spiraalarm raakt aan NGC 2404.
NGC 2403 bevindt zich, vanaf de aarde gezien, een graad ten westen van de ster 51 Camelopardalis (magnitude +6).

## Synoniemen
- UGC 3918
- IRAS 07321+6543
- MCG 11-10-7
- KARA 197
- ZWG 309.40
- ZWG 310.3
- PGC 21396